# حي طريق حلب
حي طريق حلب هو أحد أحياء مدينة حماة ويقسم إلى قسمين القديم والجديد وهو يقع في الجهة الشمالية الغربية للمدينة ويمتد من دوار الفيلات شمالاً إلى دوار ذي قار جنوباً ومن دوار البحرة شرقاً إلى حي الضاهرية غرباً.
سُمّي لأنه يقع على الطريق المؤدي من مدينة حماة إلى مدينة حلب.